# Sankt Görans sjukhus

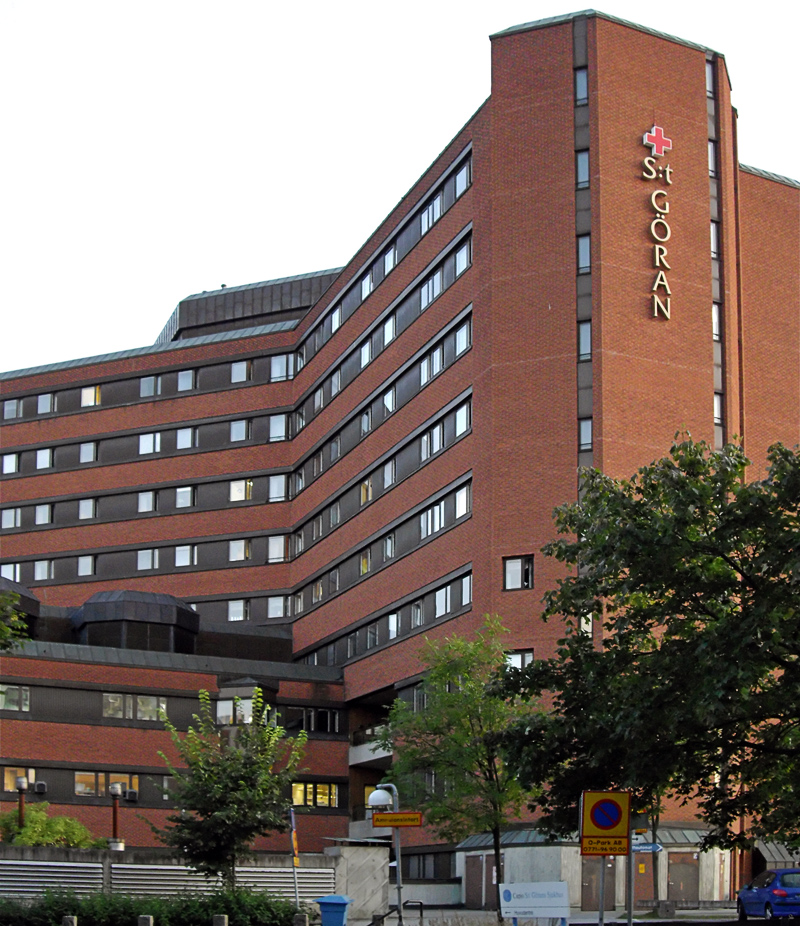
Huvudbyggnad

Sankt Görans sjukhus är ett akutsjukhus som ligger vid Sankt Göransgatan på Kungsholmen i Stockholms innerstad. Sjukhuset drivs av ett aktiebolag som ägs av vårdkoncernen Capio. 
Huvuddelen av verksamheten vid sjukhuset, som numera kallas Capio S:t Görans sjukhus sker på uppdrag av Region Stockholm, som också äger sjukhusbyggnaderna. Sjukhuset ligger i stadsdelen Stadshagen, och har anslutning till tunnelbana. Sjukhuset ligger nära S:t Görans kyrka.

## Historia

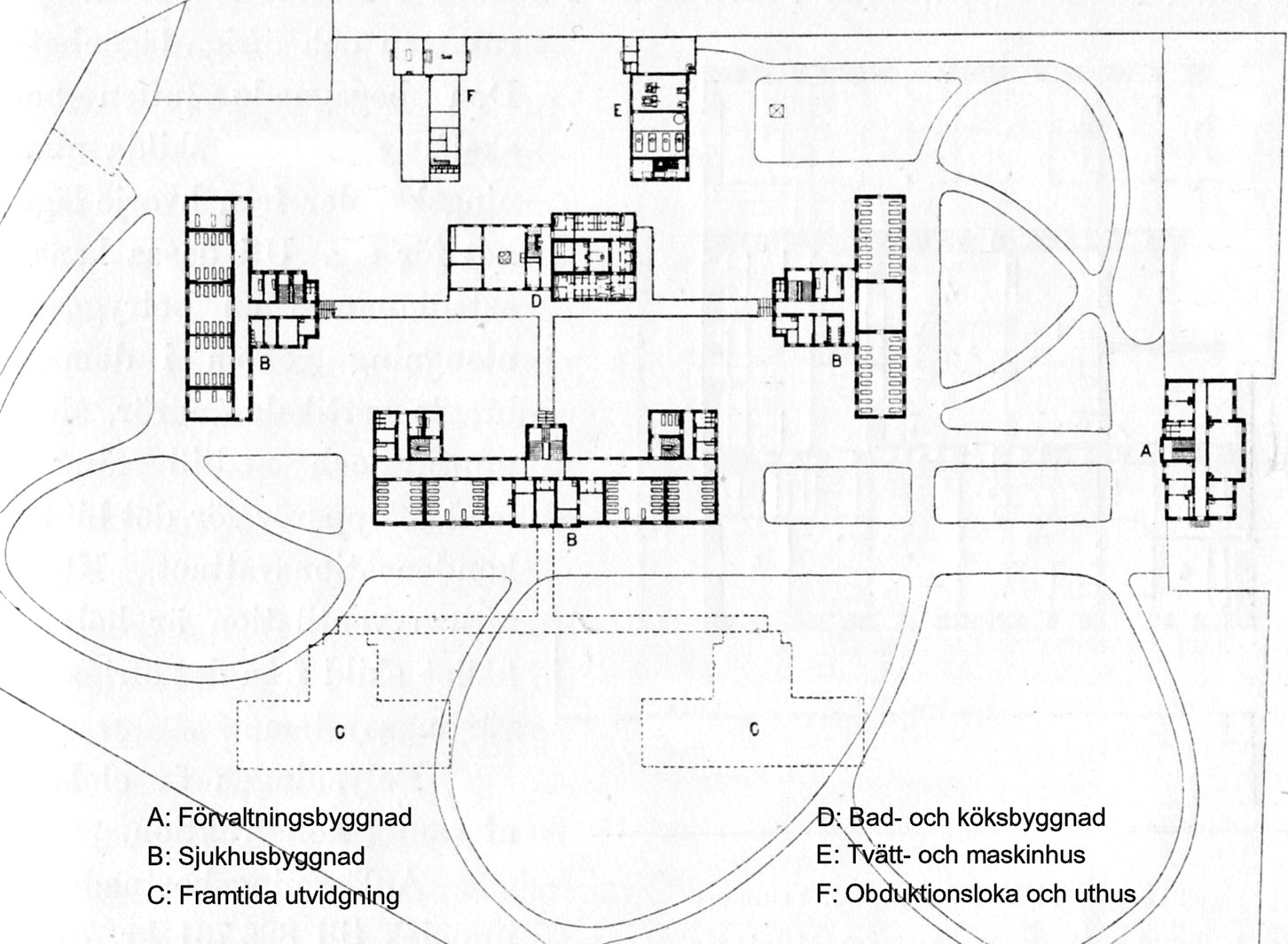
Ursprungliga planen från 1897.

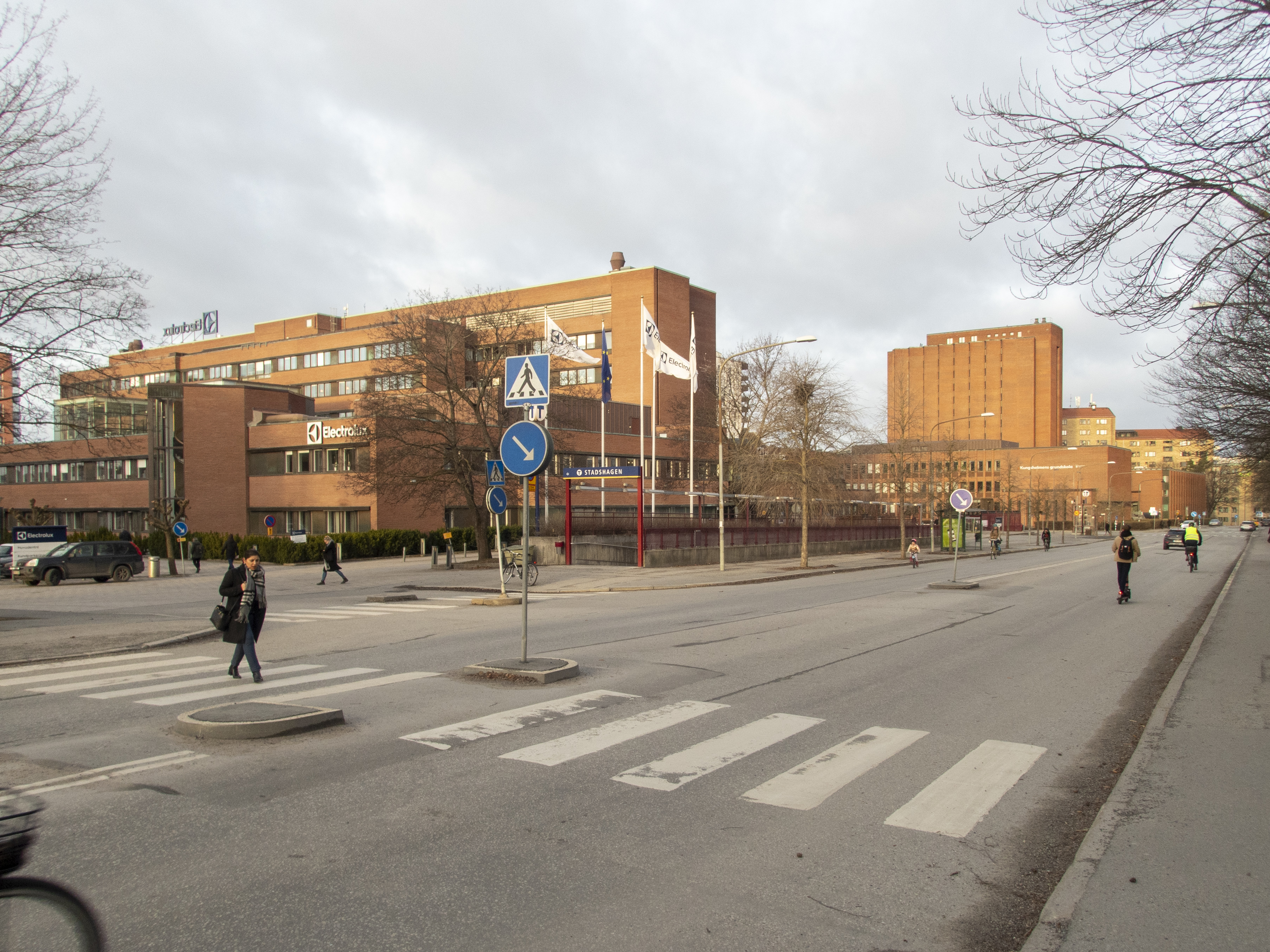
F.d. barnkliniken och sjuksköterskeskolan.

Sankt Göran är ett gammalt sjukhusnamn i Stockholm. Redan 1271 grundades ett sjukhus som 1288 fick namnet Sankt Jörans. Det låg på Brunkebergsåsen, där Drottninghuset intill Johannes kyrka ligger idag. 
Det som i dag är känt som S:t Görans sjukhus tog emot sin första patient den 24 oktober 1888. Vid invigningen hade sjukhuset, som ritats av Per Emanuel Werming, plats för 279 patienter. Antalet vårdplatser växte snabbt och var 25 år senare 537. Inledningsvis hade sjukhuset fyra läkare. 1913 hade läkarkåren trefaldigats, till 12. 
Under de första åren var verksamheten främst inriktad på veneriska sjukdomar och tuberkulos. Sjukhuset växte successivt och nya specialiteter tillkom. Även personalstyrkan och vårdplatserna ökade i antal. Det gamla sjukhuset byggdes om och nya byggnader uppfördes. Den 16 september 1930 invigdes nya S:t Görans, med 841 vårdplatser och sammanlagt 358 medarbetare. År 1956 hade sjukhuset 888 vårdplatser och 1965 var både antalet vårdplatser och anställda fler än 1 050. 
1970 flyttade barnsjukvården vid Kronprinsessan Lovisas barnsjukhus till S:t Göran. De nya byggnaderna ritades, i likhet med den intilliggande och samtida S:t Görans sjuksköterskeskola av arkitekterna Anders Tengbom och Kurt Walles. 1998 avvecklades den verksamheten, när stora delar av barnsjukvården i länet koncentrerades till Astrid Lindgrens barnsjukhus vid Karolinska Universitetssjukhuset i Solna. Den huskropp som tidigare varit barnsjukhus konverterades efter flytten till kontor och är idag huvudkontor för Electrolux. 
En ny kirurgibyggnad stod klar 1985. Sex år senare var den nya akutmottagningen klar. Senare byggdes även en ny byggnad med vårdplatser för medicinpatienter.

## Sjukhuset idag

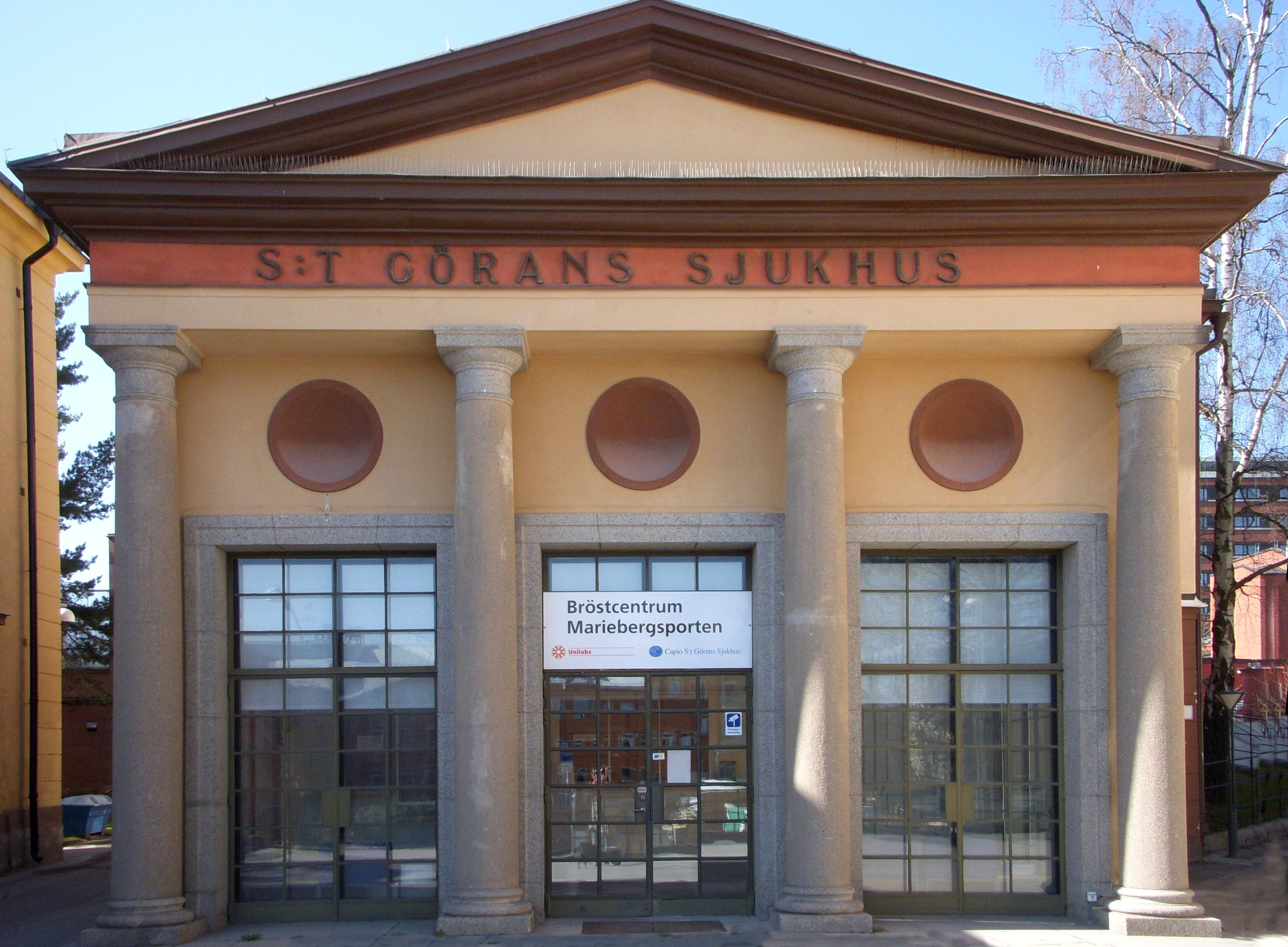
Mariebergsporten, bröstcentrum, 2011.

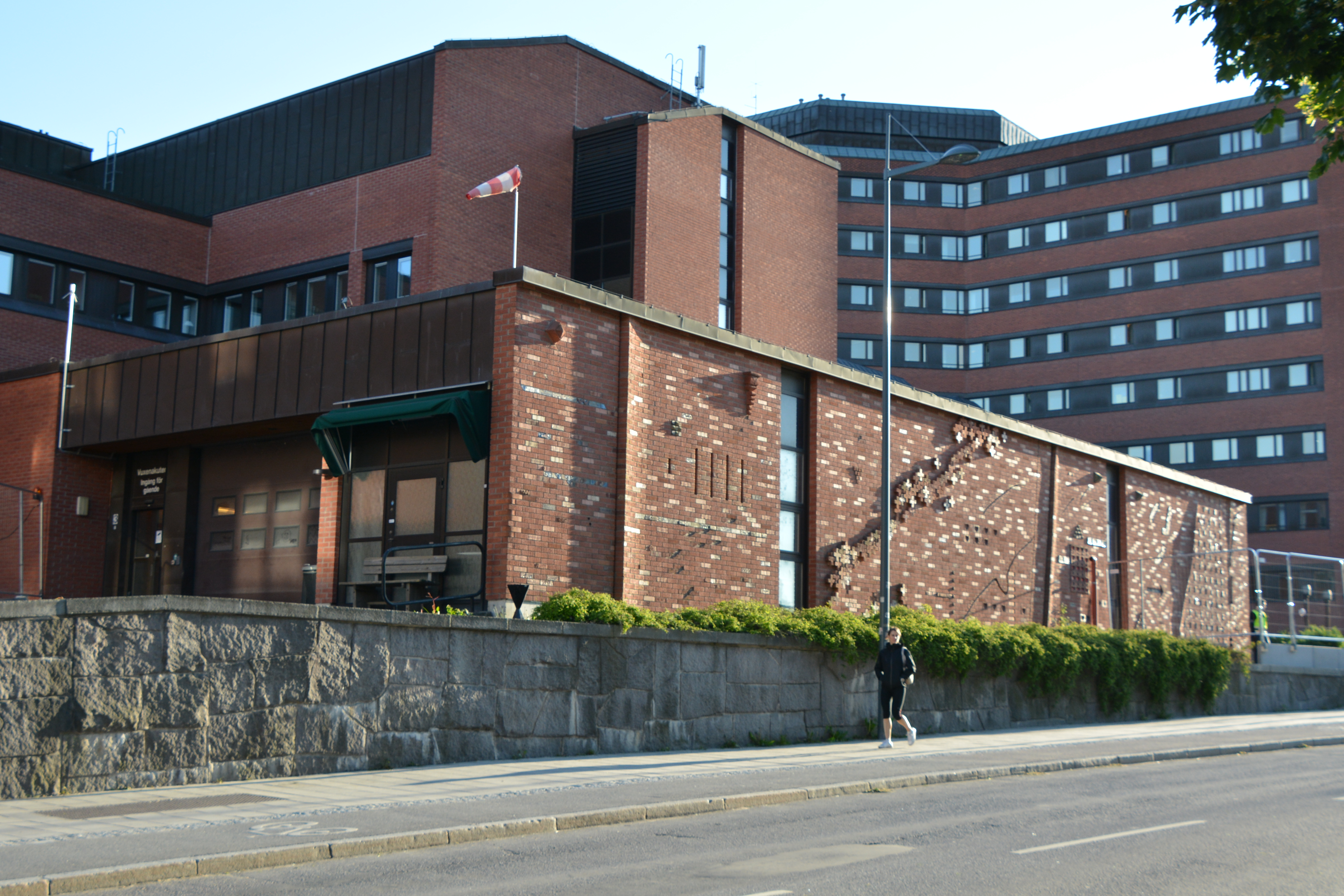
Lillemor Peterssons Stentecken, tegelvägg vid ambulansinfarten, juni 2015

Capio S:t Görans sjukhus tar varje år emot cirka 185 000 patienter, under 2012 hade sjukhuset 77 000 akuta patientbesök. Sjukhuset har 310 vårdplatser och omkring 1 850 anställda och kan erbjuda 31 medicinska specialiteter. Det är ett av två akutsjukhus som finns kvar i Stockholms innerstad. Det andra är Södersjukhuset.

## Andra verksamheter på sjukhusområdet
På Sankt Göranområdet finns idag även flera vårdverksamheter som inte ingår i det Capioägda akutsjukhuset. Det gäller bland annat Norra Stockholms Psykiatri (NSP) som drivs av landstinget genom Stockholms läns sjukvårdsområde (SLSO). På Sankt Göransområdet är NSP:s 10 st psykiatriska slutenvårdsavdelningar belägna samt Stockholms läns psykiatriska akutmottagning (även kallad Länsakuten) som också är Sveriges största psykiatriska akutmottagning med ca 17 000 akutbesök per år.
Under sommaren 2014 beslutade landstingsfullmäktige att en förstudie skulle inledas om uppförandet av en ny psykiatrisk vårdbyggnad om max 19 000 kvadratmeter för 140–160 vårdplatser inklusive akutmottagning med en maximal investeringsutgift på 775 miljoner kr för inflyttning under 2019. Detta anses nödvändigt då de lokaler som idag används av psykiatrin är gamla och dåligt anpassade till patienter och personal. Det möjliggör också en samlad vård till skillnad från idag med utspridda avdelningar över sjukhusområdet, samt frigörandet av avdelningar på Sankt Görans sjukhus för somatisk vård.
"Beroendeakuten Stockholm" (även kallad BAS) är en akutmottagning för patienter med missbruksproblematik, främst alkoholproblem. Det är inte ovanligt att polis som omhändertar personer jämlikt lag (1976:511) LOB för dessa personer till Beroendeakuten för medicinsk bedömning.

## Aktiebolaget
Den 1 januari 1994 blev S:t Göran det första akutsjukhuset i Sverige som ombildades till ett landstingsägt aktiebolag, S:t Görans Sjukhus AB. Idag är de flesta akutsjukhusen i länet aktiebolag. I december 1999 sålde Stockholms läns landsting bolaget S:t Görans Sjukhus AB till Capio AB. Därefter hyr Capio lokalerna och arbetar på uppdrag av landstinget.